# Hagen Pohle
Pour les articles homonymes, voir Pohle.
Hagen Pohle (né le 5 mars 1992 à Francfort-sur-l'Oder) est un athlète allemand, spécialiste de la marche.

## Palmarès
Il remporte le titre sur 10 km lors des Championnats d'Europe juniors d'athlétisme 2011.
Il remporte le 20 km lors des Championnats d'Europe espoirs d'athlétisme 2013.
Le 9 avril 2016, il porte son record personnel sur 20 km marche à 1 h 19 min 58 s, à Poděbrady (République tchèque).